# Patricia Scotland

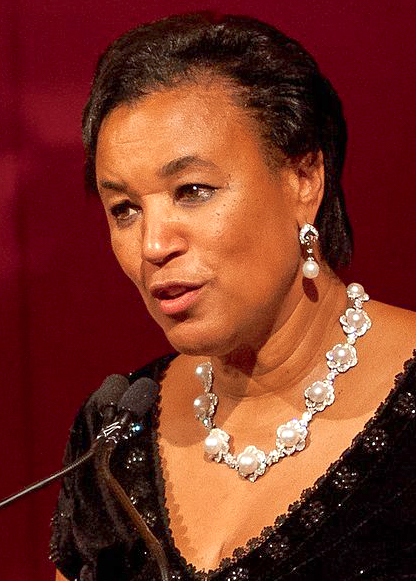
Scotland in 2013

Patricia Janet Scotland (Dominica, 19 augustus 1955) is een Britse Labour-politica. Ze diende in verschillende Labour-regeringen. Ze was de eerste vrouw die benoemd werd tot advocaat-generaal (Attorney General) van Engeland en Wales (2007-2010) en van Noord-Ierland (2010).
In 1997 werd ze benoemd tot lid van het Hogerhuis als baron voor het leven met de titel Barones Scotland of Astal. Ze werd in 2015 - op voordracht van haar geboorteland Dominica - aangesteld als zesde Secretaris-Generaal van het Gemenebest van Naties.
Ze studeerde af als juriste aan de Anglia Ruskin-universiteit. Ze heeft dubbele nationaliteit als staatsburger van zowel Dominica als het Verenigd Koninkrijk.
- International Standard Name Identifier: 0000 0000 4280 6636
- Library of Congress Control Number: nb99100957
- Virtual International Authority File: 14267919
- WorldCat: E39PBJfMjfTvfQ39j9vb96384q